# Fantasy-Jahr 2013
Übersicht

◄◄ | ◄ | 2009 | 2010 | 2011 | 2012 | Fantasy-Jahr 2013 | 2014 | 2015 | 2016 | 2017 | ► | ►►

Weitere Ereignisse

## Ereignisse
- Mary Poppins wird in das National Film Registry aufgenommen.
- 27. Fantasy Filmfest 20. August – 12. September für jeweils eine Woche in den Städten München, Stuttgart, Berlin, Hamburg, Frankfurt, Nürnberg und Köln